# Kłodzino Kamieńskie
Kłodzino Kamieńskie – zlikwidowany przystanek gryfickiej kolei wąskotorowej w Kłodzinie, w województwie zachodniopomorskim, w Polsce.